# Hässleholm
För andra betydelser, se Hässleholm (olika betydelser).

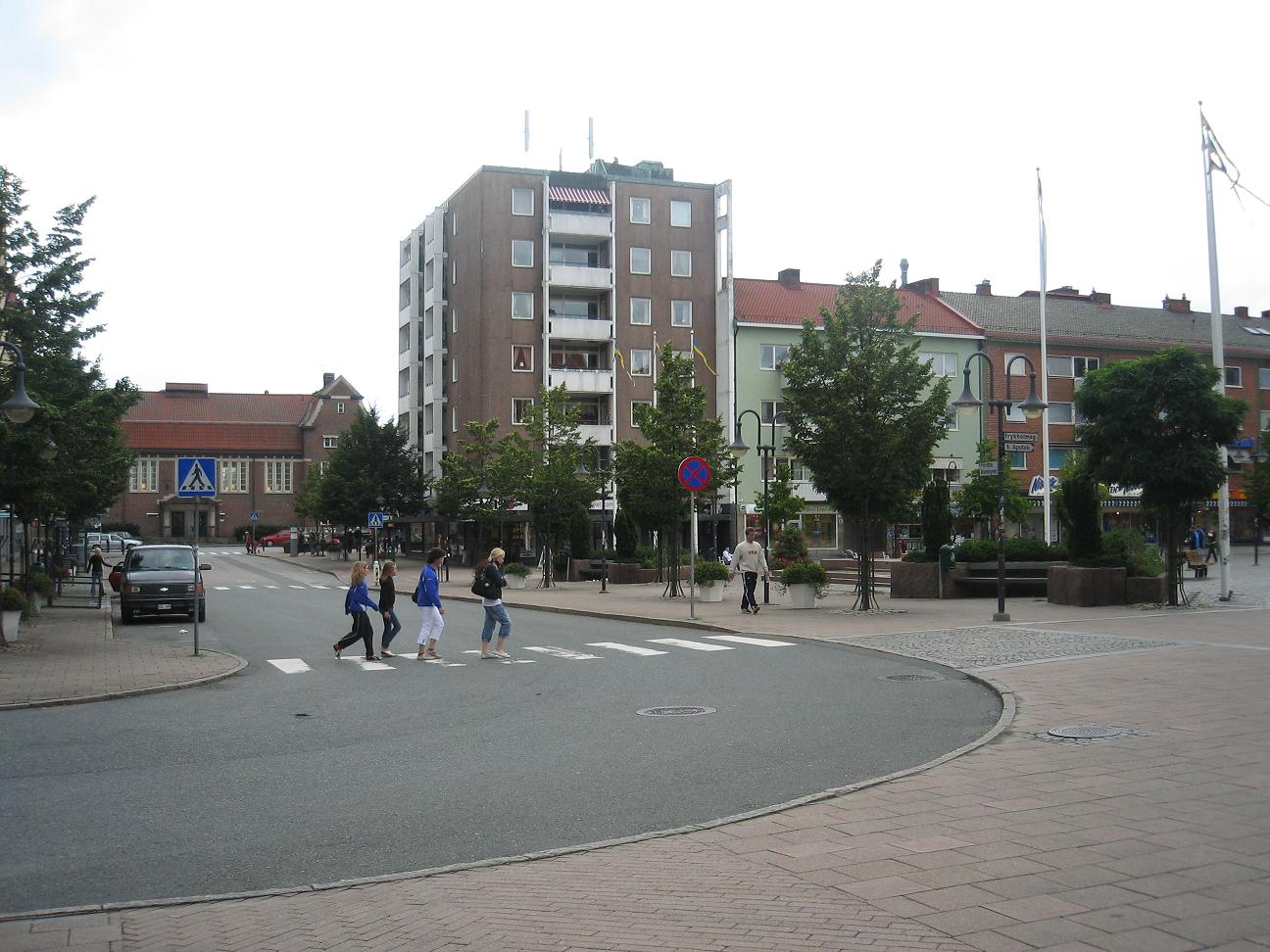
Hässleholms centralstation i bakgrunden och Stortorget. Gatan som går bortåt i bilden mot centralstationen är Hässleholms paradgata Första Avenyen.

Hässleholm är centralort i Hässleholms kommun i Skåne län.

## Historia
Hässleholms järnvägsstation vid Södra stambanan öppnades 1860 och fick sitt namn efter den närbelägna Hässleholmsgården i Stoby socken. Hässleholm blev järnvägsknut redan 1865 genom tillkomsten av Kristianstad-Hässleholms Järnvägar (CHJ) och 1875 tillkom även Hälsingborg-Hässleholms Järnväg (HHJ); dessa sträckningar går nu under det gemensamma namnet Skånebanan. 1890 invigdes Vittsjö–Hässleholms Järnväg (WHJ), vilken 1892 fick en förlängning till Markaryd och 1899 till Veinge. Hela sträckningen går numera under namnet Markarydsbanan och utgör en alternativförbindelse till Västkustbanan. Kring järnvägen och runt tätorten växte industrier upp, och även i dag kan Hässleholm karakteriseras som en industriort och ett lokalt centrum för omgivande orter.
Hässleholm utvecklades snabbt som järnvägsknut. När Hässleholm (fram till 1906 stavat Hessleholm) blev Hässleholms stad 1914 var den en av Sveriges minsta städer. Samma år invigdes Stadshotellet (numera Hotell Statt) och stadskyrkan.

### Hässleholmsgården
Hässleholmsgården, förr Hässleholms säteri, är en herrgård i Hässleholm. Gården är känd sedan 1539, då Matz Torbensen, väpnare och hövitsman i Göinge, titulerade sig själv som "Herre till Hesselholm". Det nuvarande corps-de-logiet uppfördes 1819, medan flygelbyggnaderna är från 1780-talet.
1857 skänkte den dåvarande ägaren August Ehrenborg en del av gårdens mark till det pågående bygget av stambanan mellan Malmö och Nässjö. På en del av marken byggdes sedan Hässleholms järnvägsstation.

### Militärstaden
Hässleholm har under 1900-talet till stor del präglats av garnisonen. Skånska dragonregementet (P 2) förlades till staden under 1940-talet, och även Skånska trängkåren (T 4) hade Hässleholm som hemvist. Stora satsningar gjordes under 1990-talet i garnisonens byggnader och övningsfält, och så sent som 1994 flyttades Wendes artilleriregemente (A 3) från Kristianstad till P 2:s garnisonsområde i Hässleholm. Stadens regementes-era tog dock slut genom försvarsbeslutet 2000 där både P 2 och A 3 lades ned. 2000–2005 fanns dock militärdistriktsgruppen Skånska dragongruppen kvar i staden. Garnisonen var vid nedläggningen en av de större och modernare i landet. Numera finns det bostäder, kontor, vandrarhem och industrier på Garnisonen och området som tidigare hyste T4 har de byggnaderna blivit bostäder och kontor. Området har dessutom förtätats med såväl bostadshus och handelsområde.

### Administrativa tillhörigheter
Hässleholm var ett samhälle i både Stoby och Vankiva socken som efter kommunreformen 1862 låg i båda dessa landskommuner. För samhället bildades 22 januari 1887 Hässleholms municipalsamhälle. Detta med närområde bröts ut ur landskommunerna 1901 och bildades Hässleholms köping, vilken 1914 ombildades till Hässleholms stad. 1971 uppgick Hässleholms stad i Hässleholms kommun med Hässleholm som centralort.
I kyrkligt hänseende hör den centrala delen av orten till Hässleholms församling sedan 1910, Stoby och Vankiva församlingar dessförinnan. Delar av den expanderade tätorten ligger numer återigen i dessa två församlingar.
Orten ingick till 1971 i Västra Göinge tingslag, från 1914 benämnd Västra Göinge domsagas tingslag. Sedan 1971 ingår Hässleholm i Hässleholms tingsrätts domsaga.

### Befolkningsutveckling
| Befolkningsutvecklingen i Hässleholm 1900–2020 | Befolkningsutvecklingen i Hässleholm 1900–2020 | Befolkningsutvecklingen i Hässleholm 1900–2020 | Befolkningsutvecklingen i Hässleholm 1900–2020 | Befolkningsutvecklingen i Hässleholm 1900–2020 |
| ---------------------------------------------- | ---------------------------------------------- | ---------------------------------------------- | ---------------------------------------------- | ---------------------------------------------- |
|                                                |                                                |                                                |                                                |                                                |
| År                                             |                                                |                                                | Folkmängd                                      | Areal (ha)                                     |
| 1900                                           | 1900                                           |                                                | 2 240                                          | †                                              |
| 1960                                           | 1960                                           |                                                | 13 356                                         |                                                |
| 1965                                           | 1965                                           |                                                | 15 772                                         |                                                |
| 1970                                           | 1970                                           |                                                | 16 984                                         |                                                |
| 1975                                           | 1975                                           |                                                | 16 813                                         |                                                |
| 1980                                           | 1980                                           |                                                | 16 106                                         |                                                |
| 1990                                           | 1990                                           |                                                | 16 507                                         | 1 109                                          |
| 1995                                           | 1995                                           |                                                | 17 472                                         | 1 158                                          |
| 2000                                           | 2000                                           |                                                | 17 289                                         | 1 159                                          |
| 2005                                           | 2005                                           |                                                | 17 730                                         | 1 171                                          |
| 2010                                           | 2010                                           |                                                | 18 500                                         | 1 203                                          |
| 2015                                           | 2015                                           |                                                | 19 309                                         | 1 322                                          |
| 2020                                           | 2020                                           |                                                | 19 435                                         | 1 328                                          |
| † Befolkning runt ett municipalsamhälle 1900.  |                                                |                                                |                                                |                                                |

## Stadsbild

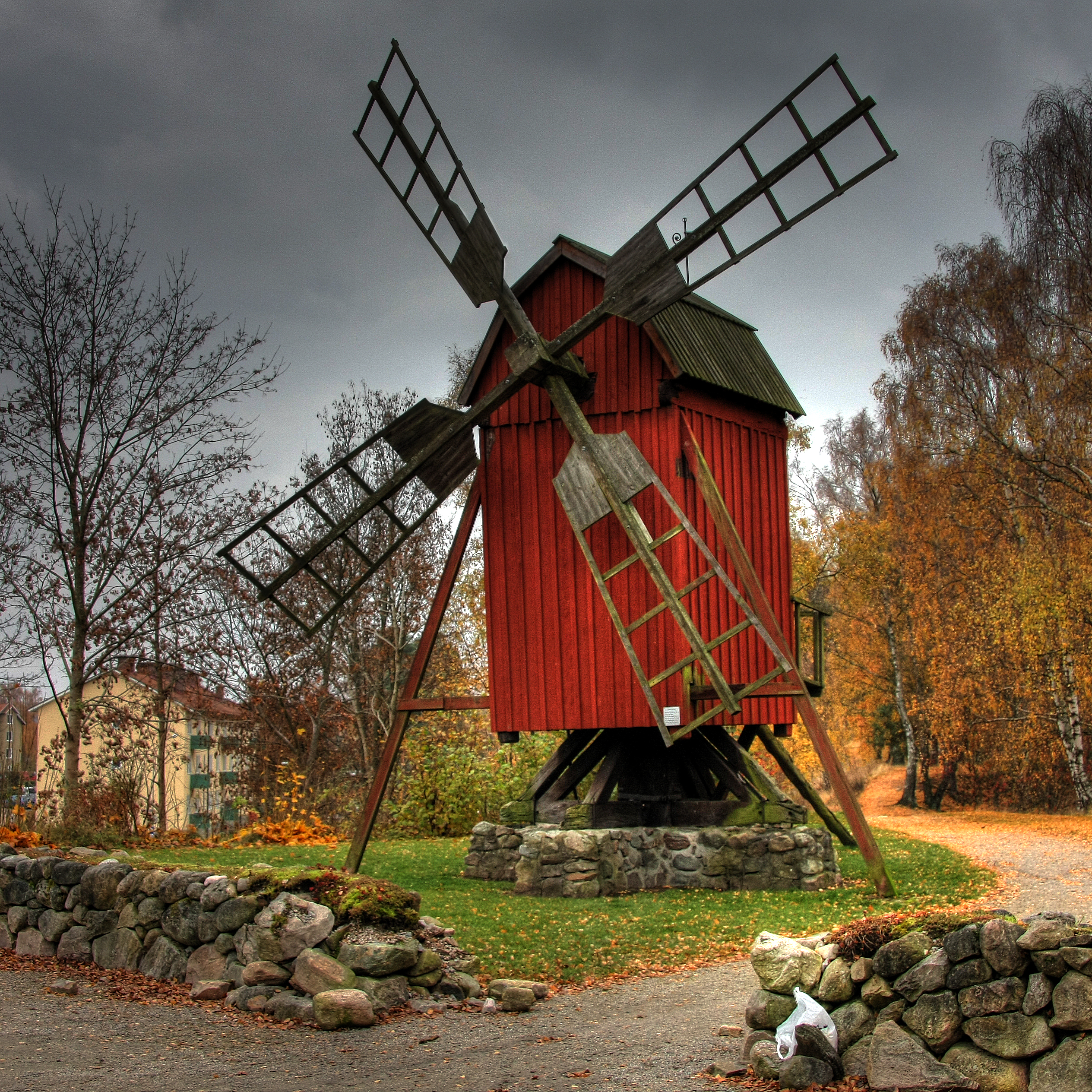
En gammal väderkvarn i Hembygdsparken.

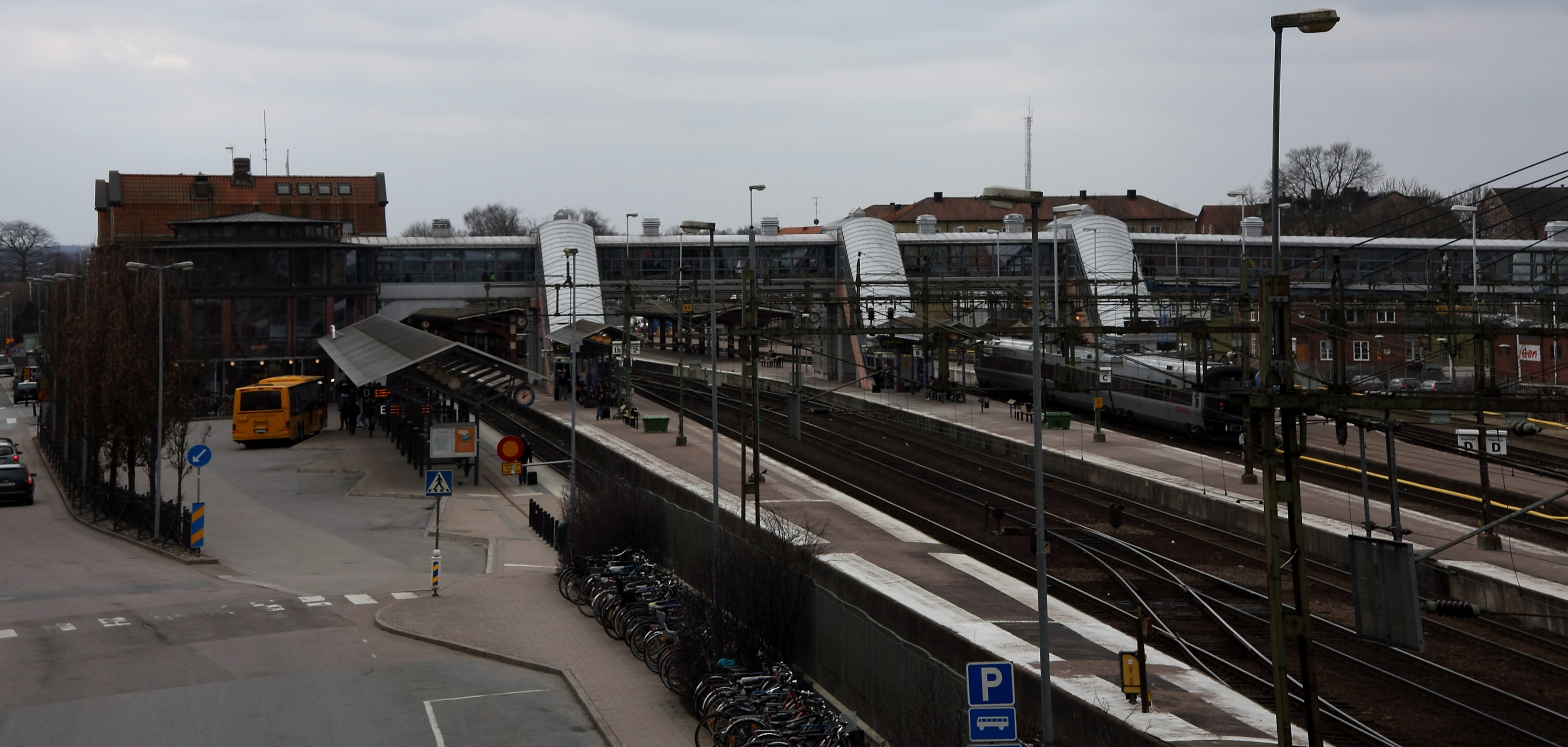
Hässleholms centralstation med buss- och tågtrafik.

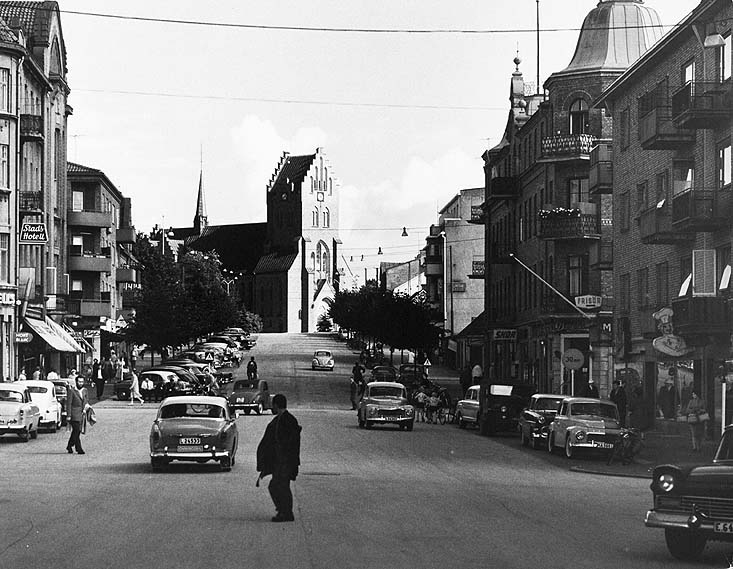
Första Avenyen och Hässleholms kyrka, 1960-talet.

Staden blev i kraft av sin belägenhet i Göinge och som kommunikationsknutpunkt "Göinges (huvud)stad" eller Göingemetropolen som staden alltjämt kallas för.
Intill järnvägsstationen byggdes centrum upp på östra sidan av bangården. Modern bebyggelse från efterkrigstiden dominerar i stadsbilden. Ett antal byggnader som minner om Hässleholm som idyll vid tiden kring förra sekelskiftet återstår, men mycket har rivits och de tre avenyerna, som anlades som trädkantade promenadstråk, är i dag gågata respektive trafikstråk. Hässleholms kulturhus  invigdes 2000. Öster om centrum finns en hembygdspark. I hembygdsparken finns en staty, kallad "Snapphanen", av Axel Ebbe. Statyn anknyter till traktens äldre rötter som centrum för snapphanar och deras verksamhet.
En av Hässleholms karaktärsbyggnader är centralstationen. Hässleholms kyrka, invigd 1914, ligger vid östra änden av huvudgatan Första Avenyen.

## Näringsliv

### Industrihistoria
Historiska industrier:
- Göinge Mekaniska Verkstad
- Hässleholms Bryggeri
- Hässleholms filfabrik
- Hässleholms Kapsyl- och Stanniolfabrik
- Hässleholms Verkstäder
- A. Benson orgelfabrik

### Bankväsende
Hässleholms sparbank grundades 1891 och uppgick 1977 i Sparbanken Göinge, fortsatt med huvudkontor i Hässleholm. Efter ytterligare fusioner blev rörelsen en del av Swedbank, som år 2008 sålde verksamheten till en lokal sparbank som numera är en del av Sparbanken Skåne.
Kristianstads enskilda bank inrättade ett avdelningskontor i Hässleholm på 1860-talet. Denna bank uppgick 1902 i Bankaktiebolaget Södra Sverige (senare Handelsbanken). Senare etablerade Smålands enskilda bank ett kontor som år 1923 överläts till Sydsvenska banken (senare Skånska banken). Under 1900-talet tillkom kontor för PKbanken/Nordea och Skandinaviska Enskilda Banken.
SEB stängde sitt kontor år 2016. Därefter hade Sparbanken Skåne, Handelsbanken och Nordea kontor på orten.

## Utbildning

### Grundskolor
- T4-skolan, årskurserna F-9, grundskola med montessoriinriktning 1-9 samt den obligatoriska särskolan 1-10; skolan har cirka 550 elever totalt och används som vallokal under allmänna val
- Silviaskolan, kommunal F-9 grundskola för barn med hörselnedsättning. Skolan invigdes av drottning Silvia år 1993[14].
- Ljungdalaskolan, kommunal F-6 grundskola
- Västerskolan, kommunal F-9 grundskola
- Grönängsskolan, kommunal F-6 grundskola
- Linnéskolan, kommunal F-9 grundskola
- Läredaskolan, kommunal F-9 grundskola
- Röinge skola, kommunal F-6 grundskola
- Thoren Framtid, friskola F-9 grundskola[15]

### Gymnasieskolor
- Hässleholms tekniska skola, grundad 1912 som den enda skola i Sydsverige där ingenjörer utbildades. Idag har skolan 9 teoretiska gymnasieprogram[16]
- Jacobsskolan, kommunalt gymnasium med 7 nationella yrkesprogram samt 4 introduktionsprogram[17]
- Norrängsskolan (gymnasiesärskola)
- Ungdomscentrum

## Kultur
2000 invigdes Hässleholm kulturhus med bibliotek, biograf, restauranger och samlingslokaler.
Hässleholm har under senare år blivit något av ett fäste för elektronica i Sverige. Lokala akter som Andreas Tilliander och Sophie Rimheden har nått stora framgångar både nationellt och internationellt. Flera andra artister har producerat och givit ut elektronisk musik som spänner över vida fält. Bland övriga artister kan nämnas Stefan Thor (alias Folie), Andreas Hörlén, Johan T Karlsson (alias Familjen),  Son Kite och Porn och Grafik. Fenomenet uppmärksammades i en kortare tv-dokumentär som visades i Sveriges Televisions Musikbyrån den 6 april 2007.
Siesta! är en musikfestival som genomfördes av Kulturföreningen Markan.
På Hässleholms museum, som ställer ut Transport, Teknik och Militär, med mängder av arméfordon och tillhörande materiel. 
I Hässleholm finns även en av Sveriges största modelljärnvägar. Modellen är byggd med Hässleholms station, bangård och kringliggande stationer som förebild så som det såg ut på 1960-talet. Idag finns följande orter med i anläggningen: Hässleholms station med personbangård och godsbangård, Sösdala, Finja, Tyringe, Västra Torup, Tormestorp, Sandåkra, Vankiva, Attarp, Ignaberga och Vinslövs stationer. Modelljärnvägen drivs av Hässleholms modelljärnvägsförening HMJF och finns i den före detta miloverkstaden på Garnisonen i Hässleholm. 

## Nöjesliv
Dansstället Björksäter öppnade midsommarafton 1908. 1979 övertogs verksamheten av Ulrik Wittman och sedan drevs det av dennes dotter Ann-Charlotte Witte och hennes man Timo Kantomäki (DJ Timo) fram till lördagen den 19 maj 2018 när Grönwalls spelade som sista orkester samtidigt som DJ Johan Åberg och DJ Timo underhöll i diskoteket. Området skulle sedan ge plats för nya bostäder.

## Idrott
Hässleholm har ett flertal idrottsföreningar. Föreningar finns inom de flesta större idrotter, bortsett vintersporter. Stadens ishockeylag Hässleholms HK Dragons la ner sin verksamhet 2010. 

### Fotboll
Inom fotbollen finns flera föreningar. De två största är Hässleholms IF och IFK Hässleholm. Mellan dessa två har det länge funnits en stor rivalitet. Bägge lagen har som bäst varit uppe i den näst högsta divisionen. Närmast spel i Allsvenskan var IFK Hässleholm som 1993 föll i kvalet mot Degerfors IF. 2017 spelade Hässleholms IF och IFK Hässleholm i Division 2 Östra Götaland . På damsidan är FC Hessleholm stadens enda lag. Klubben tillkom genom en sammanslagning av damsektionerna inom Hässleholms IF och IFK Hässleholm. Laget kommer 2017 att spela i division 2. På herrsidan finns ytterligare tre fotbollsföreningar från innerstaden, nämligen Hässleholm Freeflow AC (division 7), FC New Life (division 7) och Wästra Allmänna FF (WAFF), de sistnämnda spelar dock bara i B-lagsserien. Tidigare fanns även en fotbollsförening vid namn Kings Head FK.

### Kampsport
Det finns flera kampsportsföreningar i Hässleholm. Dessa är Chae Taekwondo Sweden, Hässleholms Jujitsuklubb Daruma, Hässleholms Karateklubb, Zanshin Karateklubb och T.I.A. Hässleholm. I den sistnämnda föreningen utövas Kung-fu.

### Övriga bollsporter
Staden har ett handbollslag, Hässleholms HF. I staden kan man även spela basket, detta inom Hässleholms IF. Hässleholms VK utövar volleyboll. Amerikansk fotboll utövas i Hässleholm Hurricans AFC. Ortens innebandylag heter Hessle IBK. Det finns även en tennisklubb som heter Hässleholms TK. 

### Övriga idrottsföreningar
- BMK Gripen, (Badminton)
- BK Velo, (Brottning)
- BK59an, (Bowling)
- BK Hammaren, (Bowling)
- BK Hässle, (Bowling)
- GF Balans, (Gymnastik)
- GF Örnen, (Gymnastik)
- Hässleholms FF, (Frisbee)
- Hässleholm AIS, (Friidrott)
- Hässleholm Futsal Club (Futsal)
- Hässleholms BSK, [Bågskytte)
- Hässleholms CK, (Cykling)
- Hässleholms HF (Handboll)
- Hässleholms DRK, (Dragracing)
- Hässleholms Freeflow FC, (Löpning och Triathlon)
- Hässlegårdens GK, (Golf)
- Hässleholms Modellflyg L317
- Hässleholms Motorklubb
- Hässleholms OK, (Orientering)
- Hässleholms Ridklubb
- Hässleholms JSK, (Jaktskytte)
- Hässlegårdens GK (Golf)
- Lille Mats MCK, (Motorcykelklubb)
- Orienteringsklubben Tuvan
- S71, (Simning)
- Skyrups  GK (Golf)
- Sjövikens IF, (Bangolf)
- FMCK Hässleholm (Enduro)

## Kända profiler
se även Kategori:Personer från Hässleholm
- Pernilla Andersson, sångerska
- Jan Brink, ryttare
- Andreas Dahl, fotbollsspelare
- Sofie Engel, innebandyspelare
- Grönwalls, orkester
- Martin Ingvarsson, fotbollsdomare
- Joddla med Siv, musikgrupp
- Jon Jönsson, fotbollsspelare
- Johan T Karlsson (artistnamnet Familjen), musiker
- Daniel Nicklasson, fotbollsspelare
- Anders S. Nilsson, TV-profil
- Robin Stjernberg, musiker
- Ingrid Swede, porrskådespelerska
- Peter Swärdh, fotbollstränare
- Roger Tallroth, brottare
- Zakarias Tallroth, brottare
- Jeanette Thelander, författare
- Andreas Tilliander, musiker
- Lars-Göran Wiberg, kommunalråd